# Chevrolet Montana
Chevrolet Montana — среднеразмерный пикап, выпускаемый компанией General Motors под брендом Chevrolet с 2003 года с перерывом в 2021—2023 годах. Автомобиль выпускается в Бразилии и продаётся в Латинской Америке. Также автомобиль продавался в ЮАР под названиями Opel Corsa Utility, Chevrolet Corsa Utility и Chevrolet Utility.
В Мексике автомобиль известен как Chevrolet Tornado, потому что название Montana ранее принадлежало одному из минивэнов компании Pontiac в Северной Америке. При разработке дизайна первого поколения компания ориентировалась на Opel Corsa, второго — на Chevrolet Agile, а третьего — на Chevrolet Tracker.

## Первое поколение (2003—2011)
На Chevrolet Montana первого поколения устанавливались 1,4-литровые двигатели Ecoflex и 1,8-литровый двигатель 8V flex-fuel I4. До июня 2010 года автомобиль продавался в ЮАР под названиями Opel Corsa Utility и Chevrolet Corsa Utility с бензиновым 1,4-литровым бензиновым двигателем и дизельным 1,7-литровым двигателем Isuzu.
С 2007 года автомобиль выпускался в конфигурациях Montana Conquest и Montana Sport с несколько иным дизайном и набором аксессуаров. Багажник вмещает в себя грузы до 735 кг.

Также до 2010 года автомобили делали в Сан-Жозе-дус-Кампусе, Бразилия. В ЮАР была налажена мелкоузловая сборка.

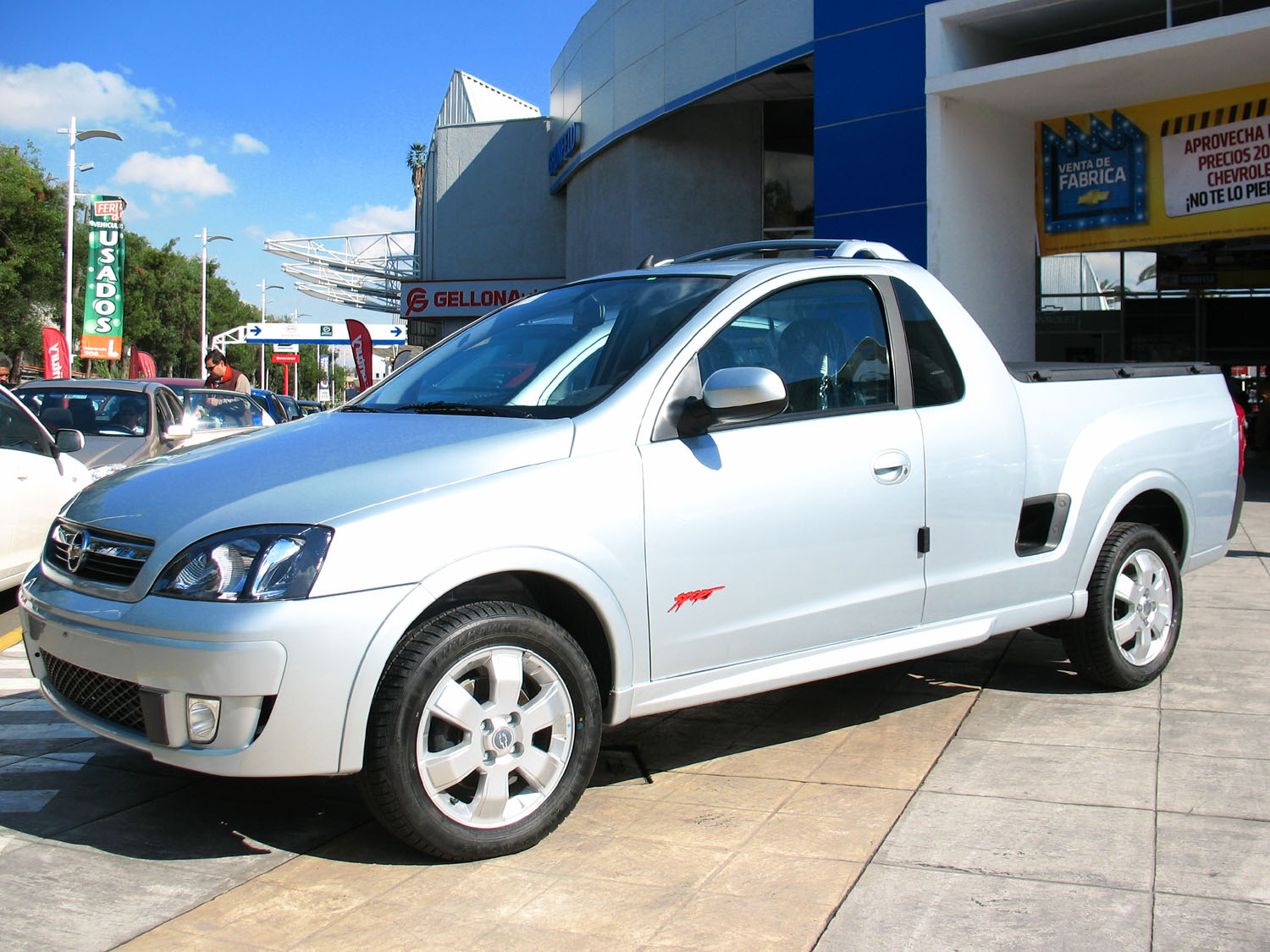
Chevrolet Montana 2009
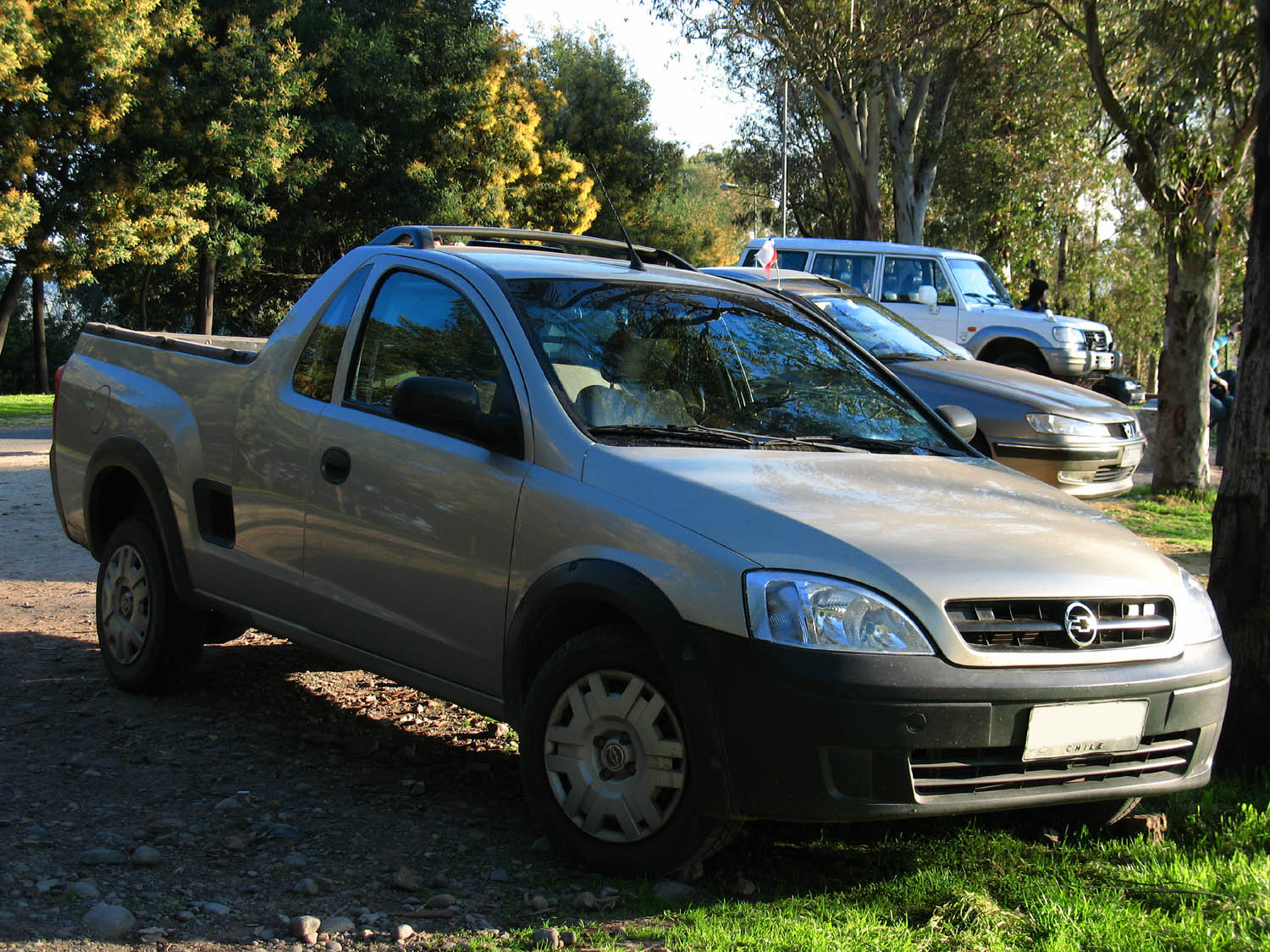
2006 Chevrolet Montana
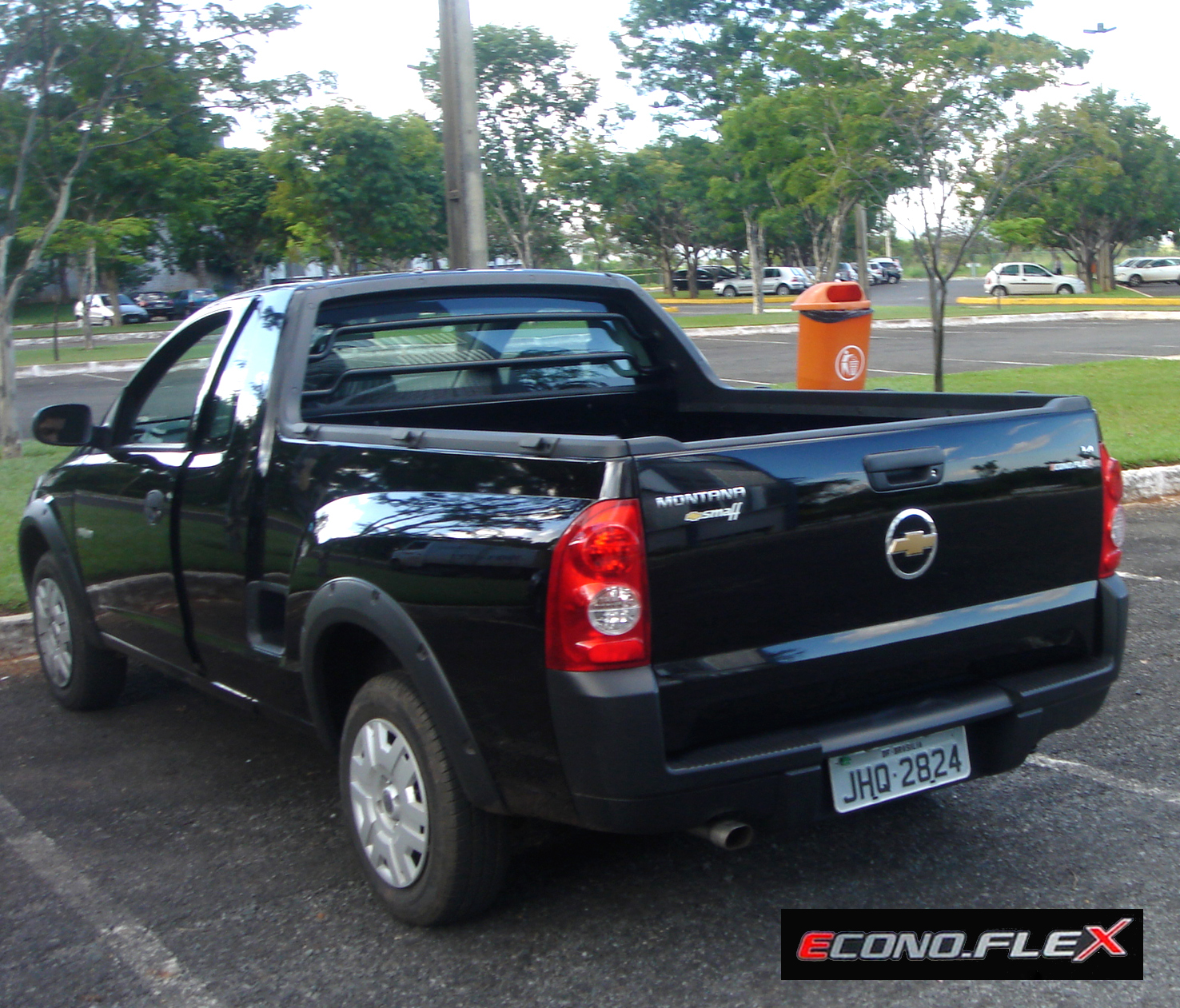
Вид сзади

### Мексика
Chevrolet Montana появился на мексиканском рынке в 2004 году, заменив пикап Chevy на базе Opel Corsa B. Автомобилю был присвоен индекс Tornado, поскольку на тот момент в Мексике продавался Pontiac Montana.

### Южная Африка
В Южной Африке автомобиль выпускался с 2003 года под названием Opel Corsa Utility. В июне 2010 года автомобиль был переименован в Chevrolet Corsa Utility, поскольку компания Opel прекратила свою деятельность в ЮАР.

## Второе поколение (2011—2021)
Несмотря на короткие продажи Chevrolet Corsa Utility в Южной Африке, компания Chevrolet решила заменить Corsa C Utility на Agile Utility. На разных рынках модель продавалась под индексами Montana, Tornado и Utility.
В 2021 году производство Chevrolet Tornado в Мексике завершилось.

### Южная Африка
В ЮАР автомобиль выпускался под названием Chevrolet Utility с 2012 по 2017 год.

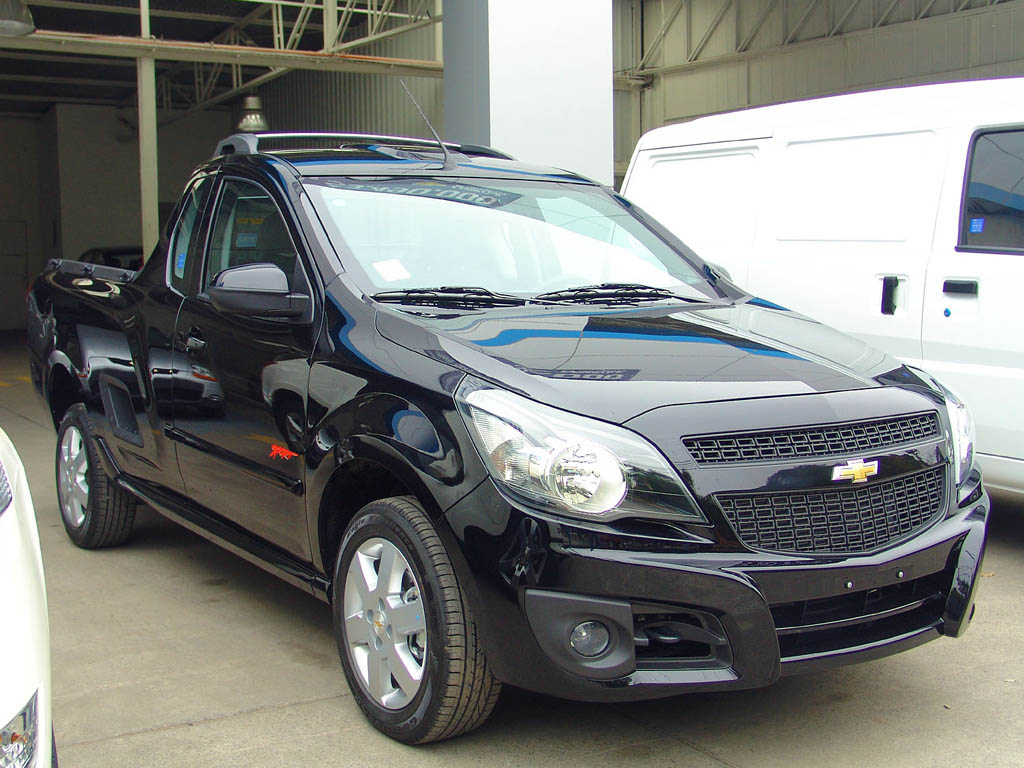
Chevrolet Montana 1.8 Sport
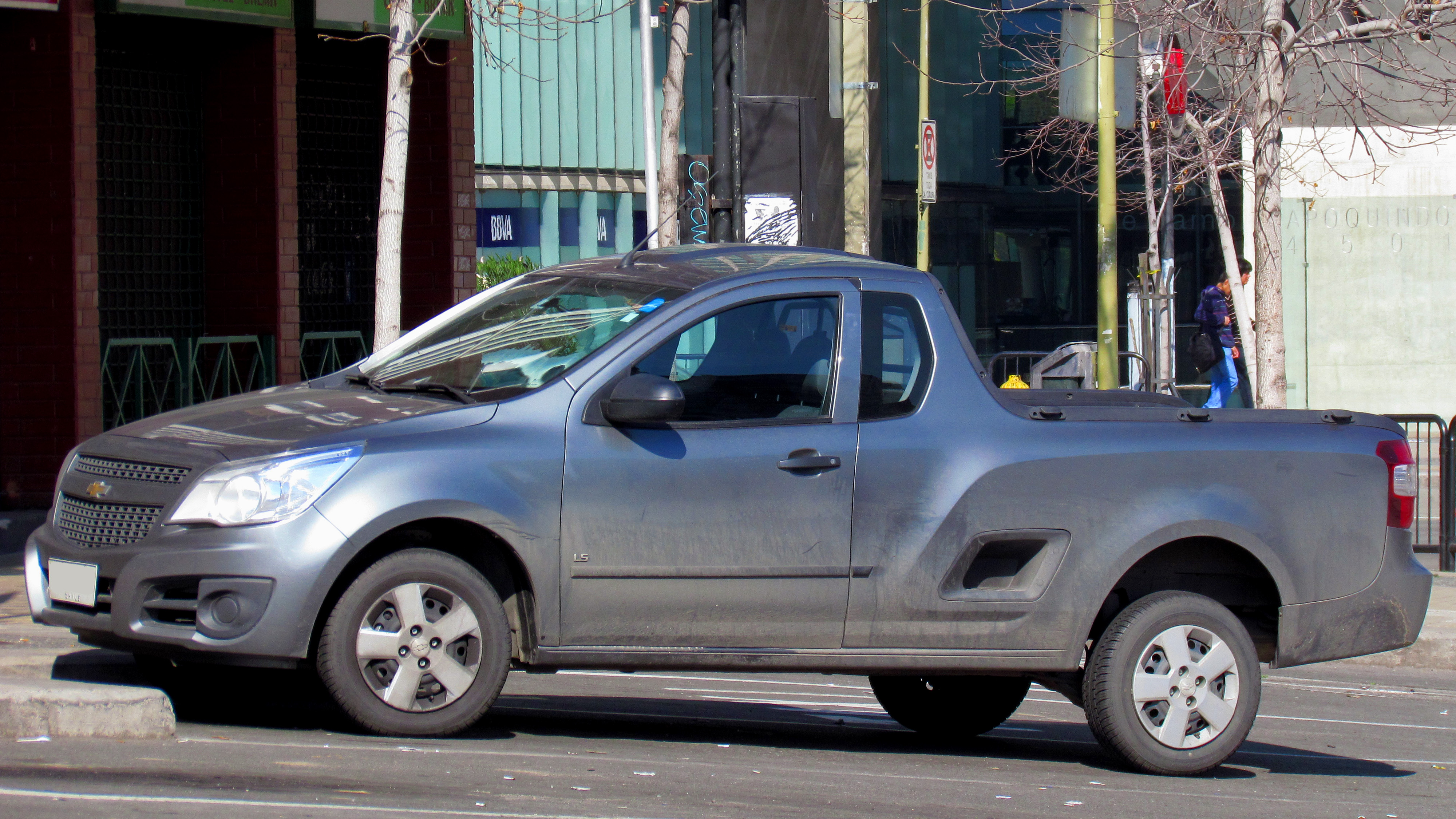
Chevrolet Montana LS

## Третье поколение (2023 — настоящее время)
Третье поколение Chevrolet Montana было представлено 1 декабря 2022 года в Бразилии. Автомобиль выпускается на платформе GM GEM, на которой также выпускается Chevrolet Tracker. Сборка организована в Сан-Каэтану-ду-Суле. Продажи автомобиля начались в первой половине 2023 года. Также автомобиль поставляется на экспорт за пределами Латинской Америки. По габаритам модель сопоставима с Ford Maverick и Hyundai Santa Cruz.

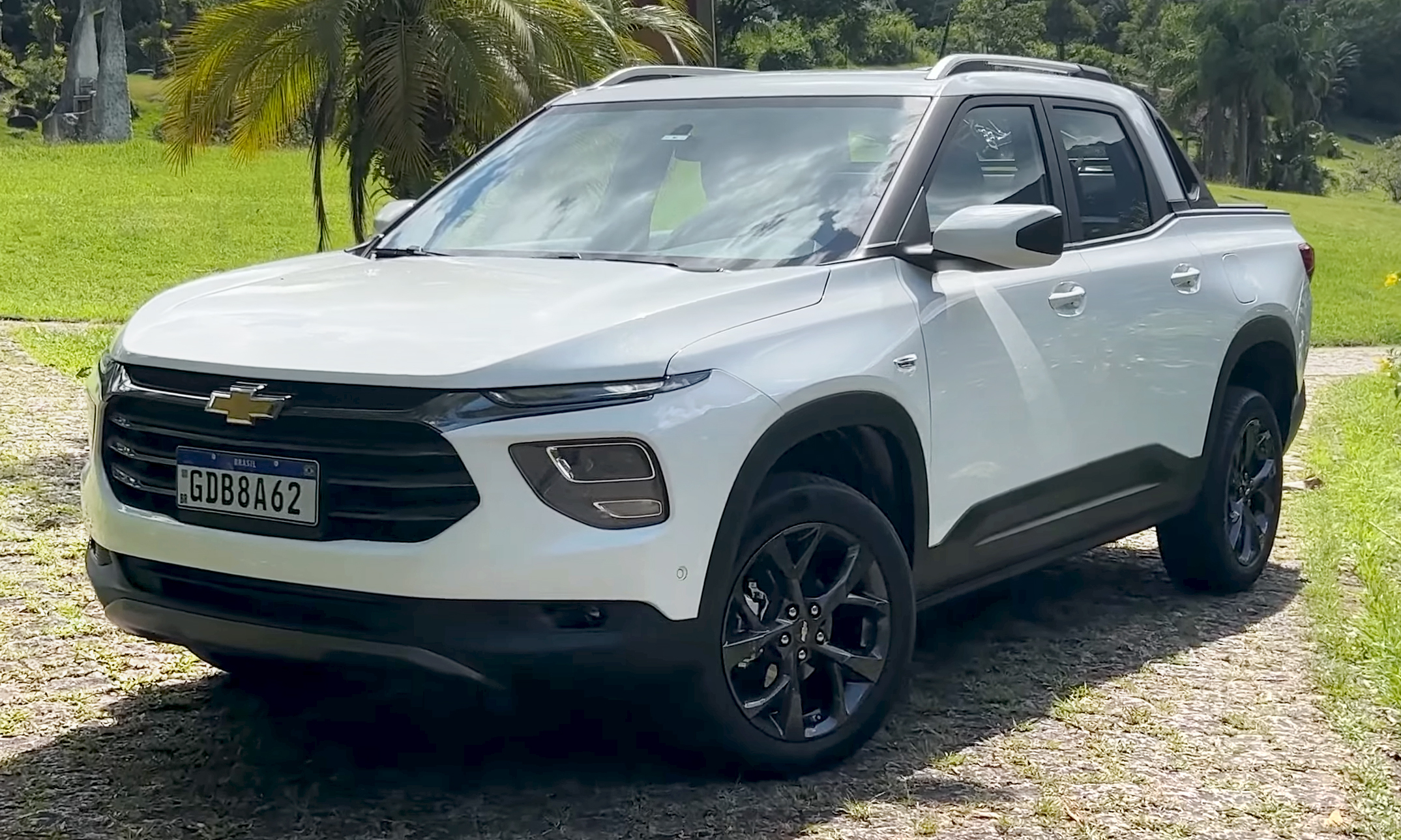
2023 Chevrolet Montana Premier
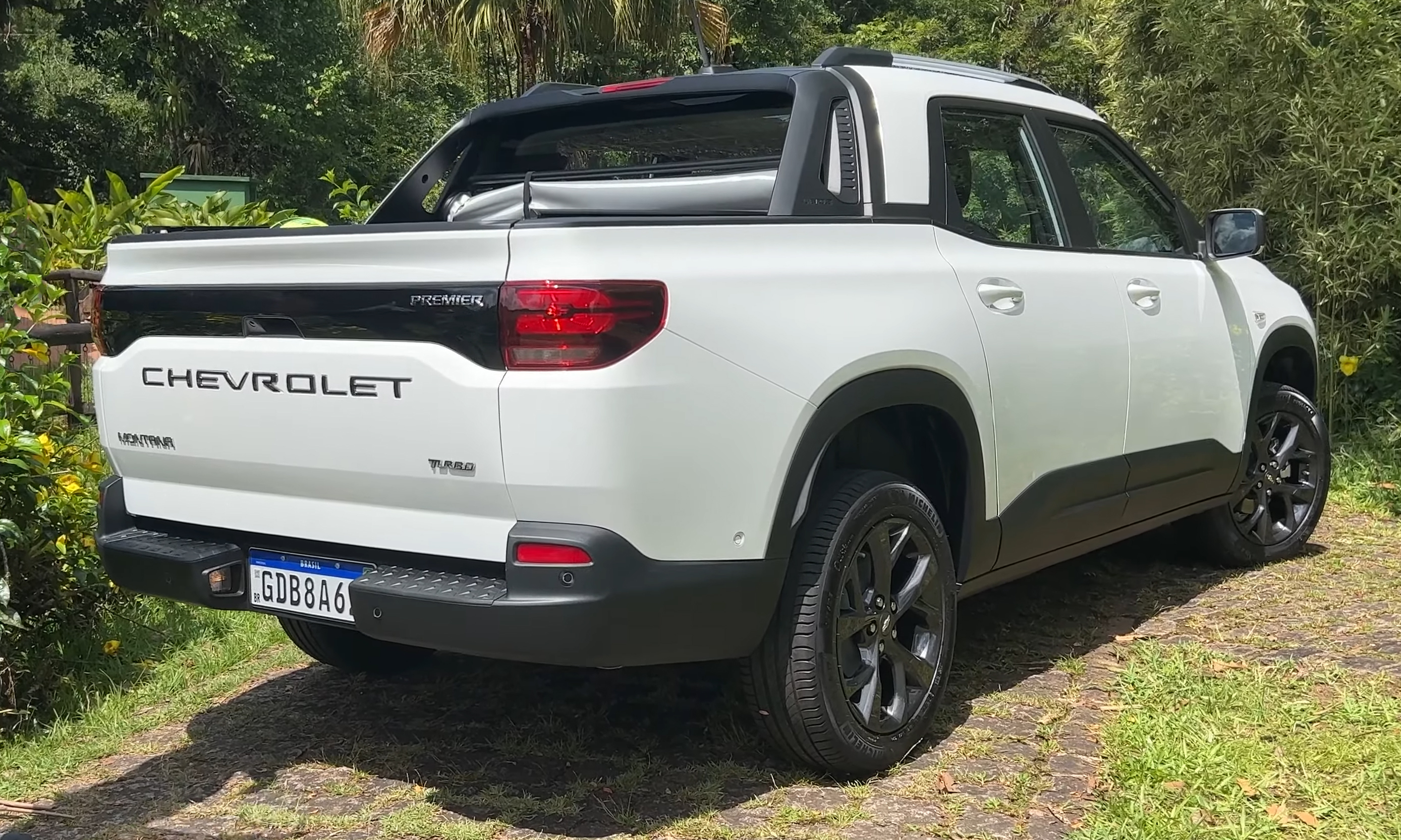
Вид сзади
Вид сбоку